# Handatlas de Stieler

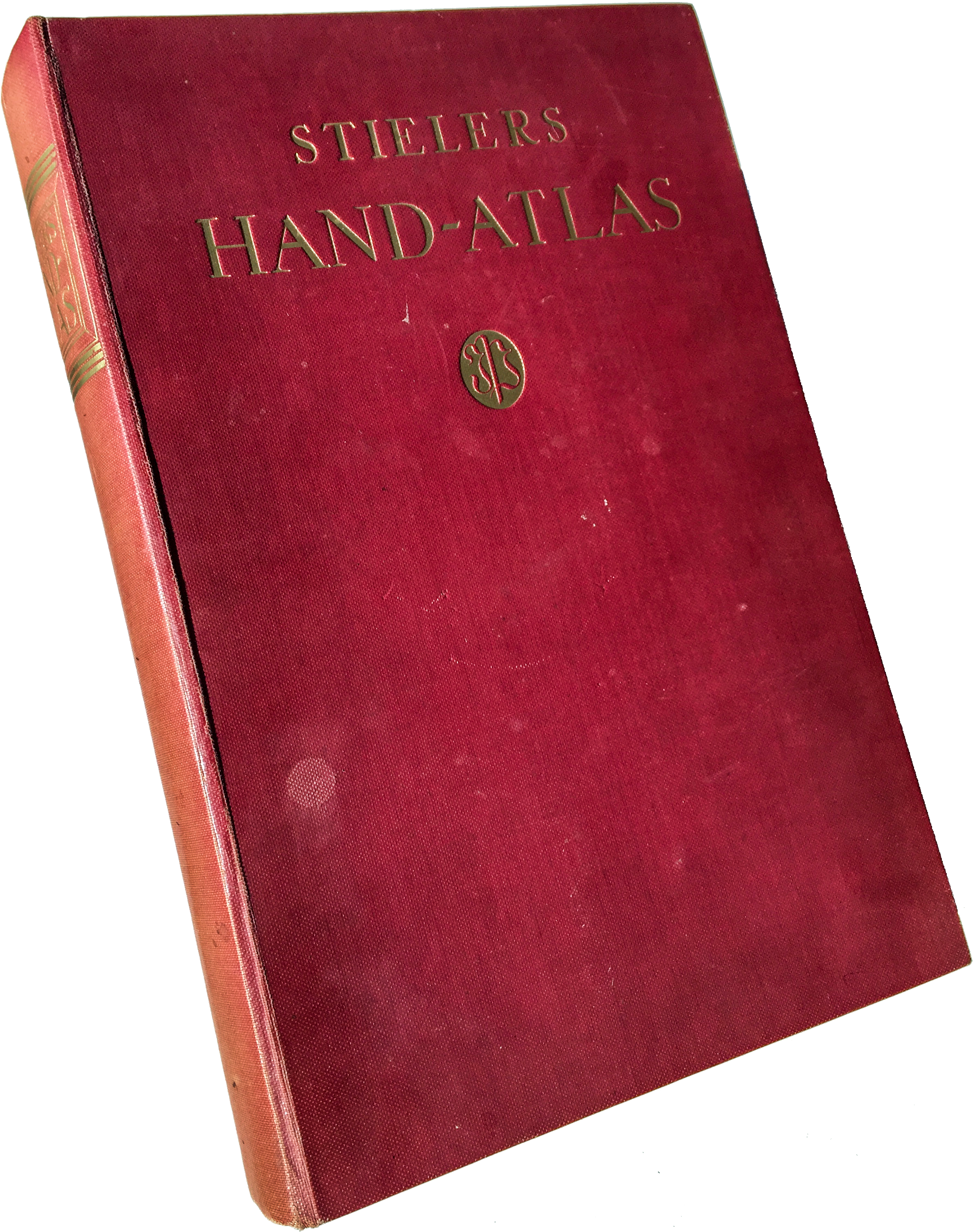
Décima edición del Handatlas de Stieler

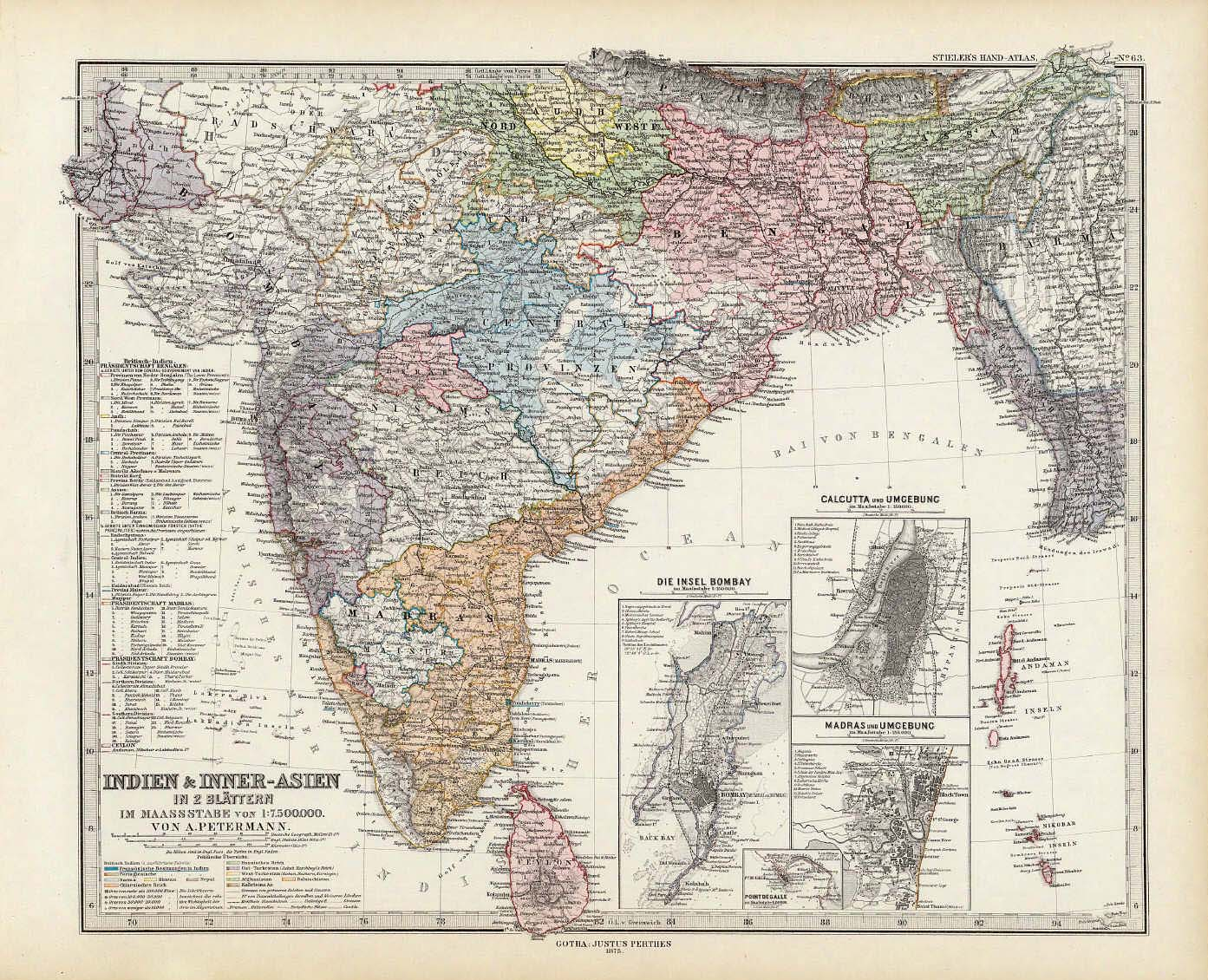
Mapa de la India y Asia.

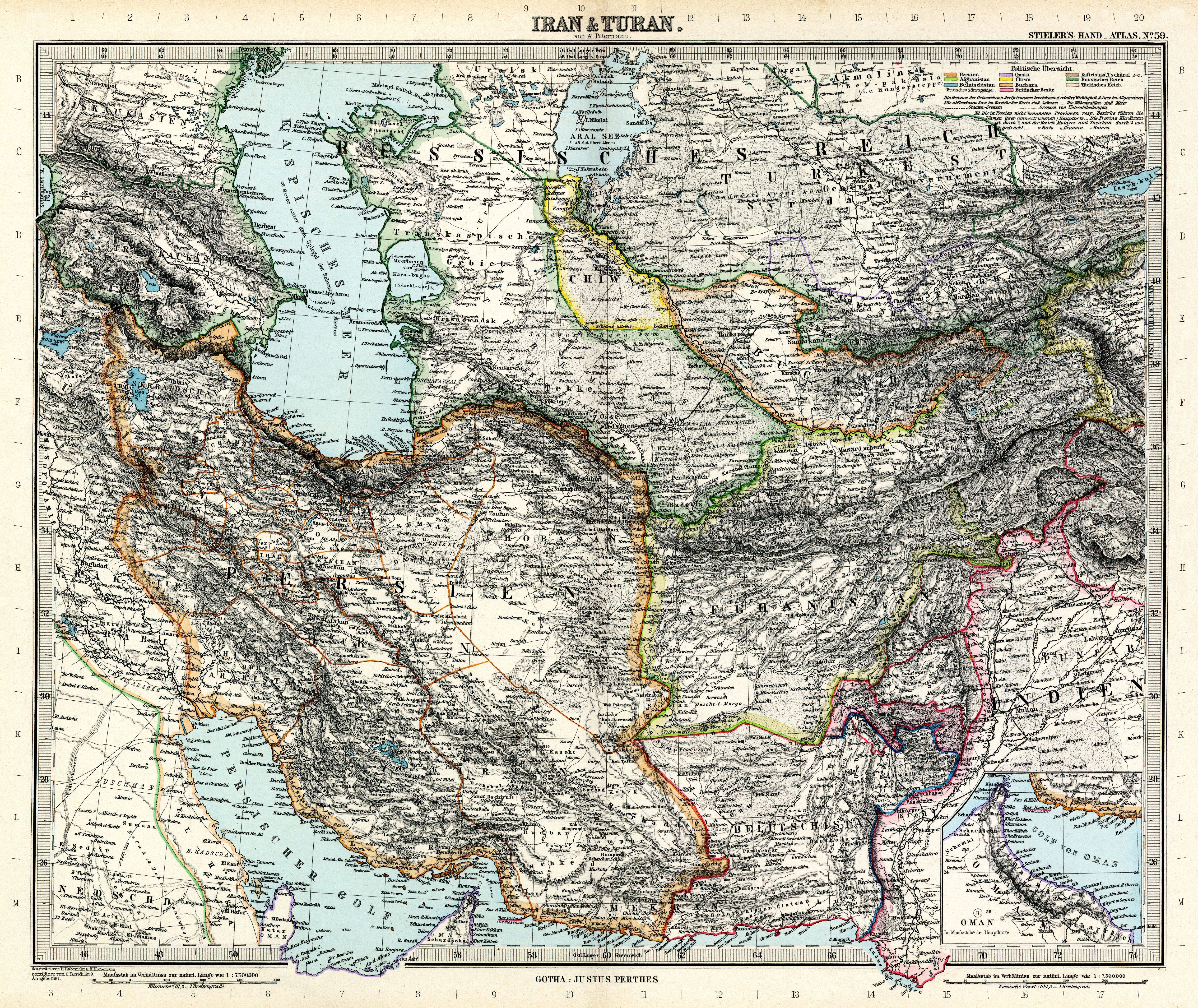
Mapa de Irán y Turán.

El Handatlas de Stieler, originalmente titulado Hand-Atlas über alle Theile der Erde und über das Weltgebäude (en alemán: Práctico atlas de todas partes del mundo y del universo), fue el principal atlas mundial alemán de finales del siglo XIX y la primera mitad del siglo XX. Publicado por Justus Perthes en Gotha, pasó por diez ediciones desde 1816 a 1945.: 290/2  Como en muchas publicaciones del siglo XIX, se publicó una edición en partes; por ejemplo, la octava edición se publicó en 32 fascículos mensuales.